# حول محشاش (حبيش)

تعديل مصدري - تعديل

حول محشاش محلة تابعة لقرية المغصوبة، التابعة لعزلة صائر بمديرية حبيش إحدى مديريات محافظة إب في الجمهورية اليمنية، بلغ تعداد سكانها 33 حسب تعداد اليمن لعام 2004.